# Цзінхе
44°36′14″ пн. ш. 82°53′21″ сх. д. / 44.60378° пн. ш. 82.88925° сх. д.
Цзінхе (кит. 精河县, пін. Jīnghé Xiàn) — один із повітів КНР у складі Боро-Тала-Монгольської автономної префектури, СУАР. Адміністративний центр — містечко Цзінхе.

## Географія
Повіт Цзінхе лежить на висоті близько 320 метрів над рівнем моря на південь від озера Ебі-Нур у західній частині Джунгарської рівнини.

### Клімат
Повіт знаходиться у зоні, котра характеризується кліматом пустель помірного поясу. Найтепліший місяць — липень із середньою температурою 25,7 °C. Найхолодніший місяць — січень, із середньою температурою -14,9 °С.
| Клімат повіту Цзінхе    | Клімат повіту Цзінхе | Клімат повіту Цзінхе | Клімат повіту Цзінхе | Клімат повіту Цзінхе | Клімат повіту Цзінхе | Клімат повіту Цзінхе | Клімат повіту Цзінхе | Клімат повіту Цзінхе | Клімат повіту Цзінхе | Клімат повіту Цзінхе | Клімат повіту Цзінхе | Клімат повіту Цзінхе | Клімат повіту Цзінхе |
| Показник                | Січ.                 | Лют.                 | Бер.                 | Квіт.                | Трав.                | Черв.                | Лип.                 | Серп.                | Вер.                 | Жовт.                | Лист.                | Груд.                | Рік                  |
| Середній максимум, °C   | −9,8                 | −5                   | 6,6                  | 19,6                 | 27                   | 31,8                 | 33,3                 | 31,7                 | 25,4                 | 15,8                 | 4,1                  | −6                   | 14,5                 |
| Середня температура, °C | −14,9                | −10,1                | 1,1                  | 12,4                 | 19,7                 | 24,4                 | 25,7                 | 23,9                 | 17,8                 | 9                    | −0,3                 | −10,1                | 8,2                  |
| Середній мінімум, °C    | −19,1                | −14,7                | −3,5                 | 6,1                  | 13,1                 | 17,7                 | 19,1                 | 17                   | 11,2                 | 3,5                  | −3,7                 | −13,3                | 2,8                  |
| Норма опадів, мм        | 4.2                  | 5.2                  | 5.2                  | 11                   | 17.4                 | 14.5                 | 13.9                 | 10.9                 | 10.6                 | 7                    | 5                    | 7.4                  | 112.3                |
| Вологість повітря, %    | 80                   | 77                   | 69                   | 49                   | 45                   | 45                   | 50                   | 51                   | 54                   | 64                   | 76                   | 81                   | 61.8                 |
| ----------------------- | -------------------- | -------------------- | -------------------- | -------------------- | -------------------- | -------------------- | -------------------- | -------------------- | -------------------- | -------------------- | -------------------- | -------------------- | -------------------- |
| Джерело: data.cma.cn    |                      |                      |                      |                      |                      |                      |                      |                      |                      |                      |                      |                      |                      |